# Jimmy le mystérieux (film, 1928)
Pour les articles homonymes, voir Jimmy le mystérieux.
Pour plus de détails, voir Fiche technique et Distribution.
Jimmy le mystérieux (tigtre original : Alias Jimmy Valentine) est un film américain réalisé par Jack Conway, sorti en 1928.
C'est le deuxième remake du film Jimmy le mystérieux de Maurice Tourneur sorti en 1915.

## Synopsis
Jimmy Valentine et son copain Swede planifient un cambriolage d'une banque avec Avery et d'autres voleurs, mais Jimmy tombe amoureux de Rose. Décidant de se lancer directement sous le nom de Randall, il se retire dans la petite ville où elle vit avec son père. Ses acolytes tentent de le dissuader, et Doyle, un détective de police qui soupçonne ses motivations, finit par le retrouver.

## Fiche technique
- Titre : Jimmy le mystérieux
- Titre original : Alias Jimmy Valentine
- Réalisation : Jack Conway
- Scénario :  Sarah Y. Mason, A. P. Younger d'après la nouvelle A Retrieved Reformation de O. Henry, montée au théâtre sous le titre  Alias Jimmy Valentine par Paul Armstrong en 1910[1]
- Photographie : Merritt Gerstad
- Montage : Sam Zimbalist
- Musique : William Axt
- Société de production : Metro-Goldwyn-Mayer
- Genre : Film dramatique
- Durée : 88 minutes (1 h 28) (8 bobines)[2]
- Dates de sortie : 
  - États-Unis : 15 novembre 1928

## Distribution
- William Haines : Jimmy Valentine
- Lionel Barrymore : Doyle
- Leila Hyams : Rose
- Karl Dane : Swedeas
- Tully Marshall : Avery
- Howard C. Hickman : Mr. Lane
- Billy Butts : Bobby
- Evelyn Mills : Little Sister
- Dolores Brinkman : Chorus girl
- Johnny Hines : Bit part

## Crédit d'auteurs
- (en) Cet article est partiellement ou en totalité issu de l’article de Wikipédia en anglais intitulé « Alias Jimmy Valentine (1928 film) » (voir la liste des auteurs).